# 保坂純男
保坂 純男（ほさか すみお、1948年10月16日 - ）は、日本の工学者。
1971年、山梨大学工学部電気工学科を卒業、日立製作所に入社した。1983年に工学博士となる。日立製作所中央研究所、基礎研究所を経て、2001年より群馬大学工学部電気電子工学科教授、2003年4月より群馬大学大学院工学研究科教授。

## 研究テーマ
電子ビームを用いた微細加工技術、走査型プローブ顕微鏡技術および原子操作、表面改質、超高密度メモリデバイス技術、ナノバイオ計測技術、光計測技術など

## 受賞
- 精密工学会 技術賞　受賞 (1991年10月)　“高性能STM（走査トンネル顕微鏡）の開発”
- 応用物理学会 論文賞　受賞 (1993年9月)　“Simultaneous observation of 3-dimentional magnetic stray field and surface structure using new force microscope”

## 主な著書
- Applied Scanning Probe Methods (Nanoscience and Technology)(共著)(ISBN 3-54-000527-7)
- 走査プローブ顕微鏡と局在分光(共著)(ISBN 4-7853-6907-8)